# WRS (rumuński piosenkarz)
WRS, właśc. Andrei-Ionuț Ursu (ur. 16 stycznia 1993 w Buzău) – rumuński piosenkarz, autor tekstów i tancerz. Reprezentant Rumunii w 66. Konkursie Piosenki Eurowizji (2022) w Turynie. 

## Życiorys
Jest synem tancerzy muzyki ludowej. Gdy miał 12 lat, za namową rodziców rozpoczął treningi tańca. Pracował jako tancerz dla znanych artystów, takich jak Inna, Antonia czy Carla's Dreams i był częścią baletu Pro TV towarzyszącej uczestnikom programów, takich jak Vocea României i Românii au talent.
W 2015 rozpoczął karierę muzyczną w boysbandzie Shot. Po dwóch latach opuścił projekt, zamieszkał w Londynie i zaczął komponować. W styczniu 2020 podpisał kontrakt z wytwórnią Global Records i rozpoczął projekt muzyki elektropop pod pseudonimem WRS. Zadebiutował na rynku fonograficznym w styczniu 2020 utworem „Why”. W maju 2022, reprezentując Rumunię z utworem „Llámame”, zajął 18. miejsce w finale 66. Konkursu Piosenki Eurowizji w Turynie.

## Dyskografia
Minialbumy
| Rok  | Dane dot. albumu                                                                                           |
| ---- | --- |
| 2022 | Mandala - Wydany: 31 marca 2022 - Wytwórnia: Global Records - Format: digital download, media strumieniowe |

Single
| Rok                                                      | Tytuł                            | Najwyższe pozycje na listach | Najwyższe pozycje na listach | Najwyższe pozycje na listach | Najwyższe pozycje na listach | Najwyższe pozycje na listach | Najwyższe pozycje na listach | Najwyższe pozycje na listach | Najwyższe pozycje na listach | Najwyższe pozycje na listach | Album        |
| Rok                                                      | Tytuł                            | ROM                          | BUL                          | SPA                          | NLD                          | ISL                          | LTU                          | GER                          | SWE                          | UK Down.                     | Album        |
| -------------------------------------------------------- | -------------------------------- | ---------------------------- | ---------------------------- | ---------------------------- | ---------------------------- | ---------------------------- | ---------------------------- | ---------------------------- | ---------------------------- | ---------------------------- | ------------ |
| 2020                                                     | „Why”                            | –                            | –                            | –                            | –                            | –                            | –                            | –                            | –                            | –                            | –            |
| 2020                                                     | „No Weight”                      | –                            | –                            | –                            | –                            | –                            | –                            | –                            | –                            | –                            | –            |
| 2020                                                     | „Hadi”                           | –                            | –                            | –                            | –                            | –                            | –                            | –                            | –                            | –                            | –            |
| 2020                                                     | „La răsărit”                     | –                            | –                            | –                            | –                            | –                            | –                            | –                            | –                            | –                            | –            |
| 2020                                                     | „All Alone”                      | –                            | –                            | –                            | –                            | –                            | –                            | –                            | –                            | –                            | –            |
| 2021                                                     | „Amore” (gościnnie: İlkan Günüç) | 7                            | –                            | –                            | –                            | –                            | –                            | –                            | –                            | –                            | –            |
| 2021                                                     | „Maui” (gościnnie: Killa Fonic)  | –                            | –                            | –                            | –                            | –                            | –                            | –                            | –                            | –                            | –            |
| 2021                                                     | „Tsunami”                        | 81                           | 6                            | –                            | –                            | –                            | –                            | –                            | –                            | –                            | –            |
| 2021                                                     | „Leah” (gościnnie: Iraida)       | –                            | –                            | –                            | –                            | –                            | –                            | –                            | –                            | –                            | Mandala (EP) |
| 2022                                                     | „La Luna”                        | –                            | –                            | –                            | –                            | –                            | –                            | –                            | –                            | –                            | Mandala (EP) |
| 2022                                                     | „Dalia”                          | –                            | –                            | –                            | –                            | –                            | –                            | –                            | –                            | –                            | Mandala (EP) |
| 2022                                                     | „Don't Rush”                     | –                            | –                            | –                            | –                            | –                            | –                            | –                            | –                            | –                            | Mandala (EP) |
| 2022                                                     | „Llámame”                        | 3                            | –                            | 91                           | –                            | 33                           | 15                           | –                            | –                            | 59                           | Mandala (EP) |
| 2022                                                     | „Lily”                           | –                            | –                            | –                            | –                            | –                            | –                            | –                            | –                            | –                            | Mandala (EP) |
| „–” oznacza, że singel nie był notowany na danej liście. |                                  |                              |                              |                              |                              |                              |                              |                              |                              |                              |              |

## Nagrody i nominacje
| Rok  | Konkurs/Program                | Kategoria                                     | Rezultat    | Źr.    |
| ---- | ------------------------------ | --------------------------------------------- | ----------- | ------ |
| 2020 | The Artist Awards              | Najlepszy nowy artysta                        | Nominacja   | [ 17 ] |
| 2021 | The Artist Awards              | Najlepszy nadchodzący artysta                 | Nominacja   | [ 18 ] |
| 2022 | Selecția Națională             | Eliminacje do 66. Konkursu Piosenki Eurowizji | Wygrana     | [ 1 ]  |
| 2022 | 66. Konkurs Piosenki Eurowizji | 66. Konkurs Piosenki Eurowizji                | 18. Miejsce | [ 19 ] |